# Helolaphyctis nitidus
Helolaphyctis nitidus är en tvåvingeart som beskrevs av Hull 1958. Helolaphyctis nitidus ingår i släktet Helolaphyctis och familjen rovflugor. Inga underarter finns listade i Catalogue of Life.